# 철도박물관
철도박물관(鐵道博物館)은 철도 교통에 관한 유물을 전시하는 곳이다. 대체로 국가의 철도 운영 기관에서 운영을 맡고 있으며, 개인이 주도해서 세운 경우도 적지 않다.